# Auterive (Gers)
Auterive település Franciaországban, Gers megyében. Lakosainak száma 530 fő (2022. január 1.). Auterive Pessan, Boucagnères, Haulies, Lasseube-Propre és Pavie községekkel határos.

## Népesség
A település népességének változása:
| Lakosok száma | 316  | 469  | 490  | 528  | 537  | 527  | 520  | 516  | 521  | 530  |
|               | 1968 | 1982 | 1990 | 2006 | 2013 | 2015 | 2017 | 2019 | 2020 | 2022 |